# 川井大橋
川井大橋（かわいおおはし）は、新潟県小千谷市の信濃川に架かる小千谷市道川井細島芋坂線の橋長307 m（メートル）の連続箱桁橋。

## 概要

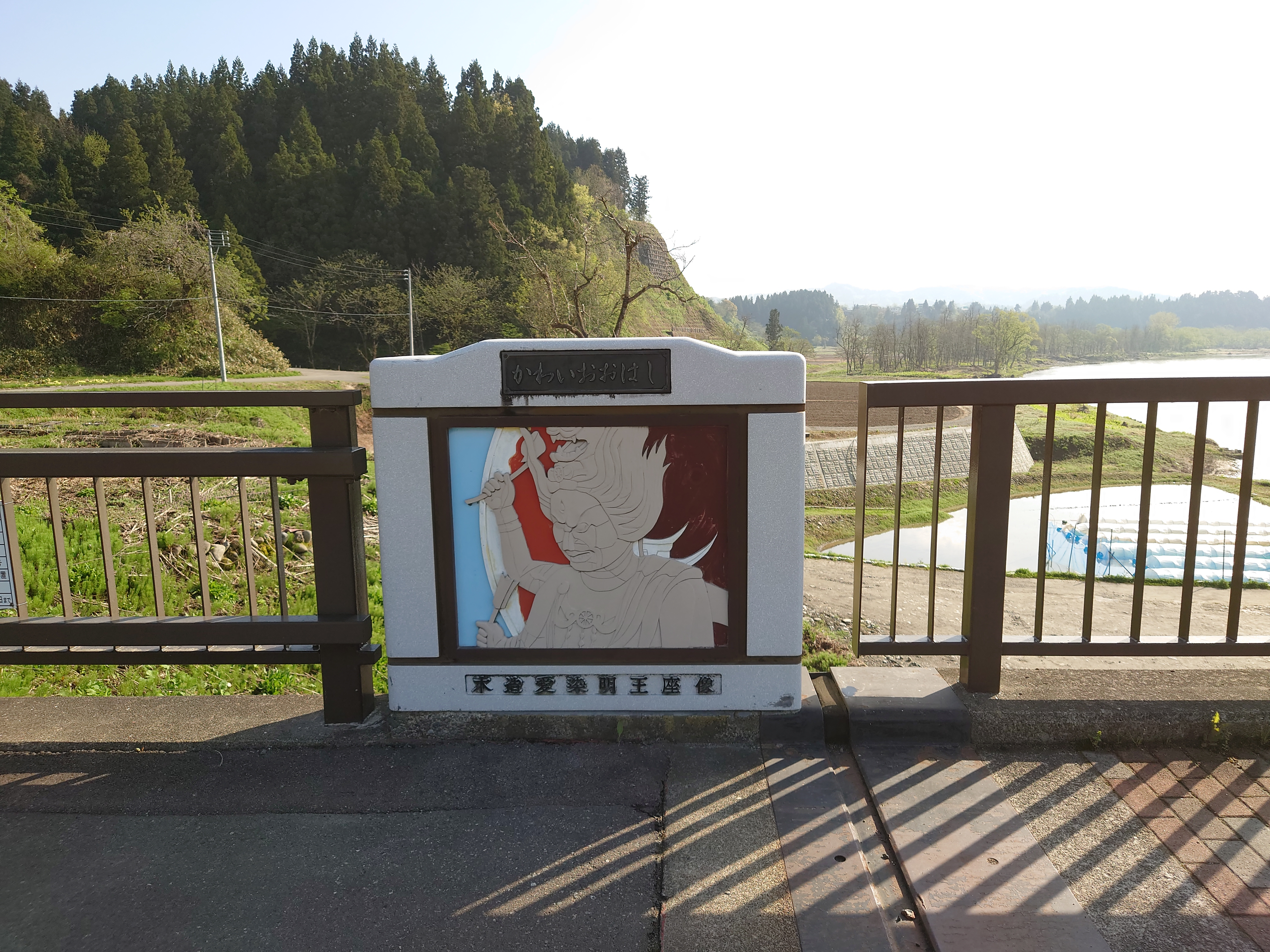
親柱。モチーフは木造愛染明王座像。

小千谷市街地方面と川井地区を結ぶ橋である。親柱は川井地区の象徴として「木造愛染明王座像」と「信濃川最後の渡し船」の絵を意匠にしている。
- 形式 - 鋼4径間連続箱桁橋
- 橋格 - 1等橋（TL-20）
- 橋長 - 307.000 m
  - 支間割 - 76.150 m+76.750 m+76.750 m+76.150 m
- 幅員
  - 総幅員 - 10.750 m
  - 有効幅員 - 9.750 m
  - 車道 - 7.250 m
  - 歩道 - 片側2.500 m
- 床版 - 鉄筋コンクリート
- 施工 - 三菱重工業・川崎重工業JV、宮地鐵工所･住友重機械工業JV
- 架設工法 - 手延べ送出し工法

## 歴史

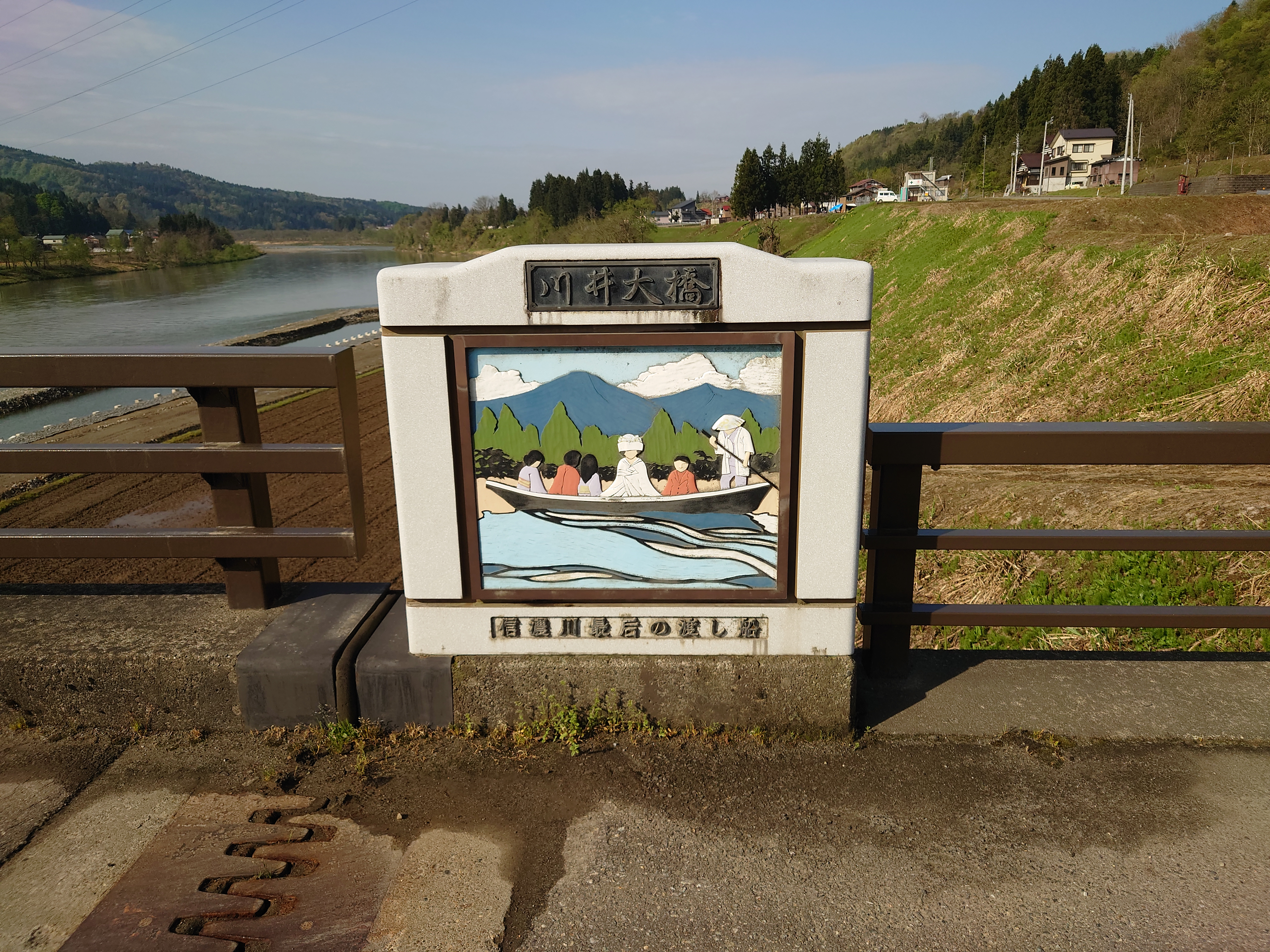
親柱。モチーフは信濃川最后の渡し船。

川井大橋完成以前は真皿の渡しという渡し船が大字塩殿字細島 - 大字川井字真皿の間にあった。
川井大橋は1994年（平成6年）10月19日に開通した。
2004年（平成16年）10月23日に発生した新潟県中越地震によって川井大橋では橋台の地盤沈下による段差が生じたほか、落橋防止装置の約10センチメートルのずれ、主桁のウェブの変形などが生じた。